# 海神黑暗参
海神黑暗参（学名：Orphnurgus protectus）为幽灵参科黑暗参属的动物。分布于印度尼西亚以及中国大陆的南海沿岸等地，多见于水深1100-1301米的泥底。该物种的模式产地在印度尼西亚。